# ألفارو تيهران
ألفارو تيهران (بالإسبانية: Álvaro Teherán)‏ مواليد 6 يناير 1966 في قرطاجنة، هو لاعب كرة سلة كولومبي معتزل. بدأ مسيرته الاحترافية في سنة 1991. تم اختياره من قبل فريق فيلادلفيا سفنتي سيكسرز خلال الدرافت. يبلغ طوله 7 قدم 1 بوصة (2.2 م). اعتزل اللعب في 2006.

## المسيرة الاحترافية
لعب مع بالونكيستو مالقا في الدوري الإسباني في موسم 1991–1992، ثم لعب مع بالونكيستو فوينلابرادا في موسم 1992–1993، ثم لعب مع بالونكيستو فوينلابرادا في الدوري الإسباني في سنة 1995، ثم لعب مع نادي أوليمبيا لكرة السلة في موسم 1995–1996.

## روابط خارجية
- ألفارو تيهران على موقع الاتحاد الدولي لكرة السلة (الإنجليزية)
- ألفارو تيهران على موقع سبورتس رفرنس (الإنجليزية)
- ألفارو تيهران على موقع الدوري الإسباني لكرة السلة (الإسبانية)
- ألفارو تيهران على موقع كرة السلة الأوروبية.كوم (الإنجليزية)
- ألفارو تيهران على موقع كلية كرة السلة في سبورتس رفرنس.كوم (الإنجليزية)
- ألفارو تيهران على موقع ريلجم (الإنجليزية)
- ألفارو تيهران على موقع بروبوليرز (الإنجليزية)
- ألفارو تيهران على موقع سبورتس رفرنس (الإنجليزية)